# Assumption
Assumption és una població dels Estats Units a l'estat d'Illinois. Segons el cens del 2000 tenia 1.261 habitants.

## Demografia
Segons el cens del 2000, Assumption tenia 1.261 habitants, 551 habitatges, i 353 famílies. La densitat de població era de 553,3 habitants/km².
Dels 551 habitatges en un 28,7% hi vivien nens de menys de 18 anys, en un 51,4% hi vivien parelles casades, en un 8,9% dones solteres, i en un 35,8% no eren unitats familiars. En el 33,2% dels habitatges hi vivien persones soles el 18,9% de les quals corresponia a persones de 65 anys o més que vivien soles. El nombre mitjà de persones vivint en cada habitatge era de 2,29 i el nombre mitjà de persones que vivien en cada família era de 2,86.
Per edats la població es repartia de la següent manera: un 25,6% tenia menys de 18 anys, un 7% entre 18 i 24, un 27% entre 25 i 44, un 21,1% de 45 a 60 i un 19,3% 65 anys o més.
L'edat mediana era de 38 anys. Per cada 100 dones de 18 o més anys hi havia 81,4 homes.
La renda mediana per habitatge era de 34.474 $ i la renda mediana per família de 41.417 $. Els homes tenien una renda mediana de 35.650 $ mentre que les dones 17.292 $. La renda per capita de la població era de 16.421 $. Aproximadament el 5,2% de les famílies i el 9,5% de la població estaven per davall del llindar de pobresa.

## Poblacions més properes
El següent diagrama mostra les poblacions més properes.